# كريستينا بليسكوفا
كريستينا بليسكوفا (بالتشيكية: Kristýna Plíšková)‏ مواليد 21 مارس 1992 في لوني، تشيكوسلوفاكيا، هي لاعبة كرة مضرب تشيكية تلعب باليد اليسرى وتحتل حالياً المرتبة 102 (8 فبراير 2016) في تصنيف رابطة محترفات كرة المضرب. هي إحدى بطلات الجراند سلام.

## الخط الزمني للفردي
مفتاح
| ف | ن | ن.ن | ر.ن | د# | د.م | ل | أ.أ | ت | غ | ب | ف | ذ | م.خ | ل.ت |

(ف) فاز بالبطولة (ن) وصل النهائي (ن.ن) نصف النهائي (ر.ن) ربع النهائي (د#) الأدوار الأربعة الأولى (د.م) دور المجموعات (ل) شارك في كأس ديفيز (أ.أ) خرج من الأدوار الاولى (ت) خسر التصفيات التأهيلية (غ) غاب عن الحدث أو البطولة (ب) حصل على ميدالية برونزية (ف) حصل على ميدالية فضية (ذ) حصل على ميدالية ذهبية (م.خ) بطولة الماسترز خُفضت إلى مرتبة أقل (ل.ت) البطولة لم تعقد في السنة المعينة.
لتجنب الارتباك وازدواجية الحساب، يتم تحديث هذه المعلومات إما في نهاية البطولة، أو عندما تكون مشاركة اللاعب في البطولة قد انتهت.
| الدورة                        | 2010 | 2011 | 2012 | 2013 | 2014 | 2015 | 2016 | ف-خ  |
| ----------------------------- | ---- | ---- | ---- | ---- | ---- | ---- | ---- | ---- |
| دورات الجراند سلام            |      |      |      |      |      |      |      |      |
| بطولة أستراليا المفتوحة للتنس | غ    | ت1   | ت1   | د2   | ت2   | ت1   | د2   | 2–2  |
| دورة رولان غاروس الدولية      | غ    | ت1   | ت1   | د1   | ت1   | ت1   |      | 0–1  |
| بطولة ويمبلدون                | غ    | د1   | د2   | د1   | د1   | د3   |      | 3–5  |
| أمريكا المفتوحة               | ت3   | ت3   | د2   | ت2   | د1   | ت1   |      | 1–2  |
| فوز-خسارة                     | 0–0  | 0–1  | 2–2  | 1–3  | 0–2  | 2–1  | 1–1  | 6–10 |

## وصلات خارجية
- كريستينا بليسكوفا على موقع رابطة محترفات التنس (الإنجليزية)
- كريستينا بليسكوفا على موقع الاتحاد الدولي لكرة المضرب (الإنجليزية)
- كريستينا بليسكوفا على موقع كأس بيلي جين كينغ (الإنجليزية)
- كريستينا بليسكوفا على موقع بطولة ويمبلدون (الإنجليزية)
- كريستينا بليسكوفا على موقع خلاصة التنس.كوم (الإنجليزية)
- كريستينا بليسكوفا على موقع اللجنة الأولمبية التشيكية (التشيكية)

- الموقع الرسمي